# Fusil de cadet

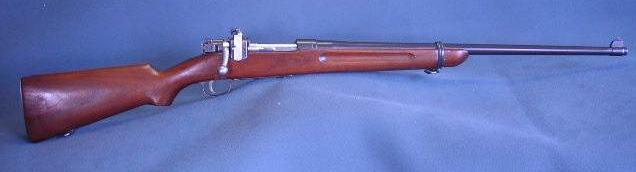
Springfield Model 1922 cadet rifle

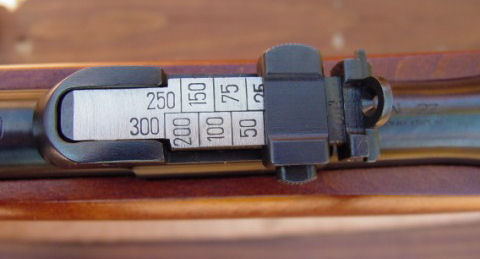
Une mire métallique sur un fusil CZ 452, avec des marques calibrées pour des portées allant jusqu'à 300 mètres

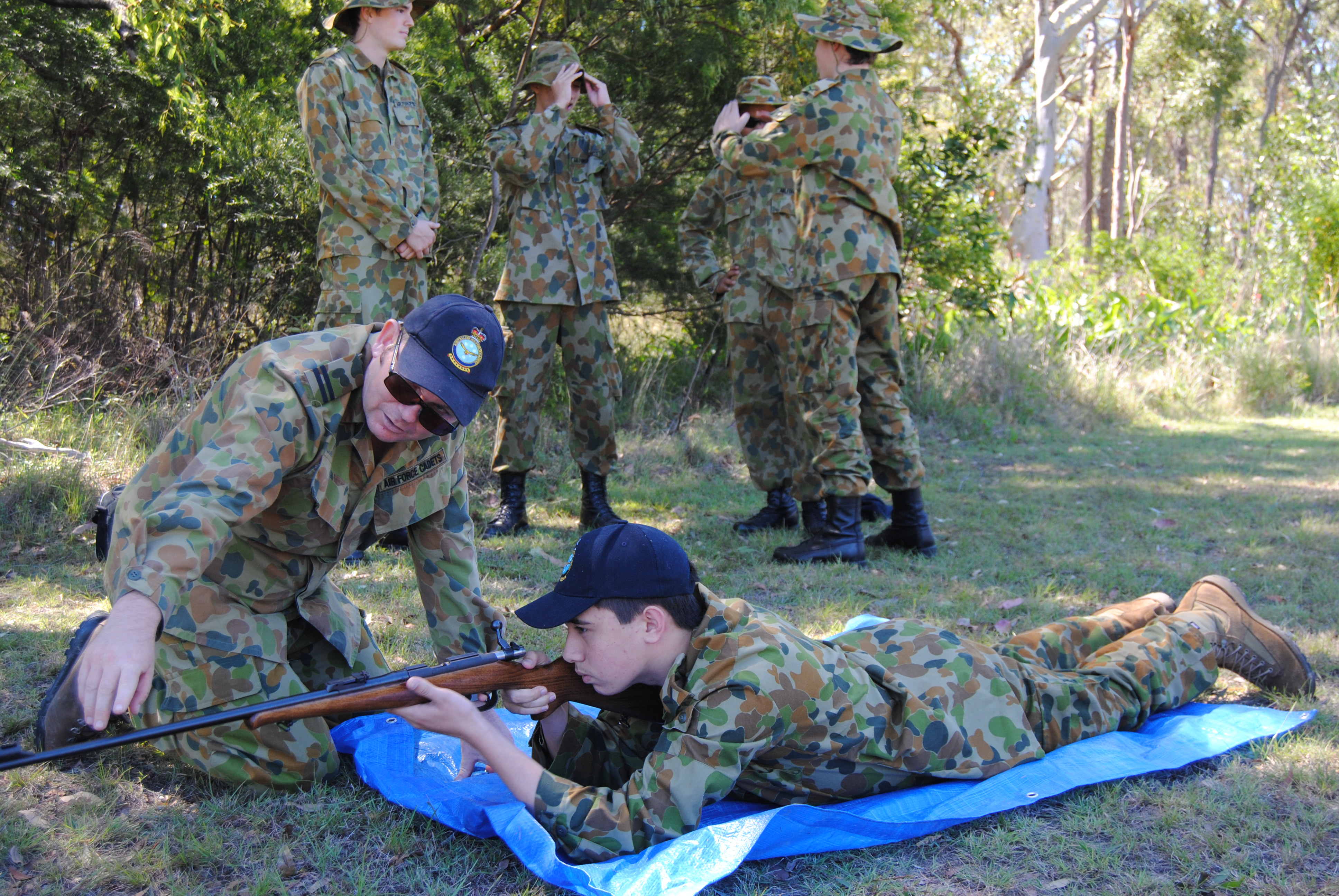
Cadets de l'armée de l'air australienne utilisant le CZ 452 lors d'une formation au maniement des armes à feu

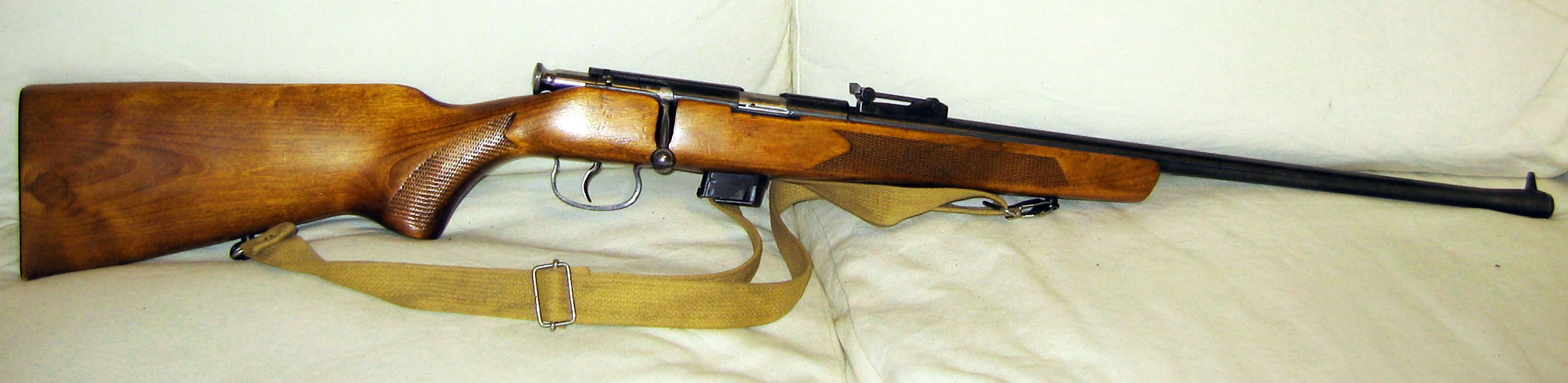
TOZ-17

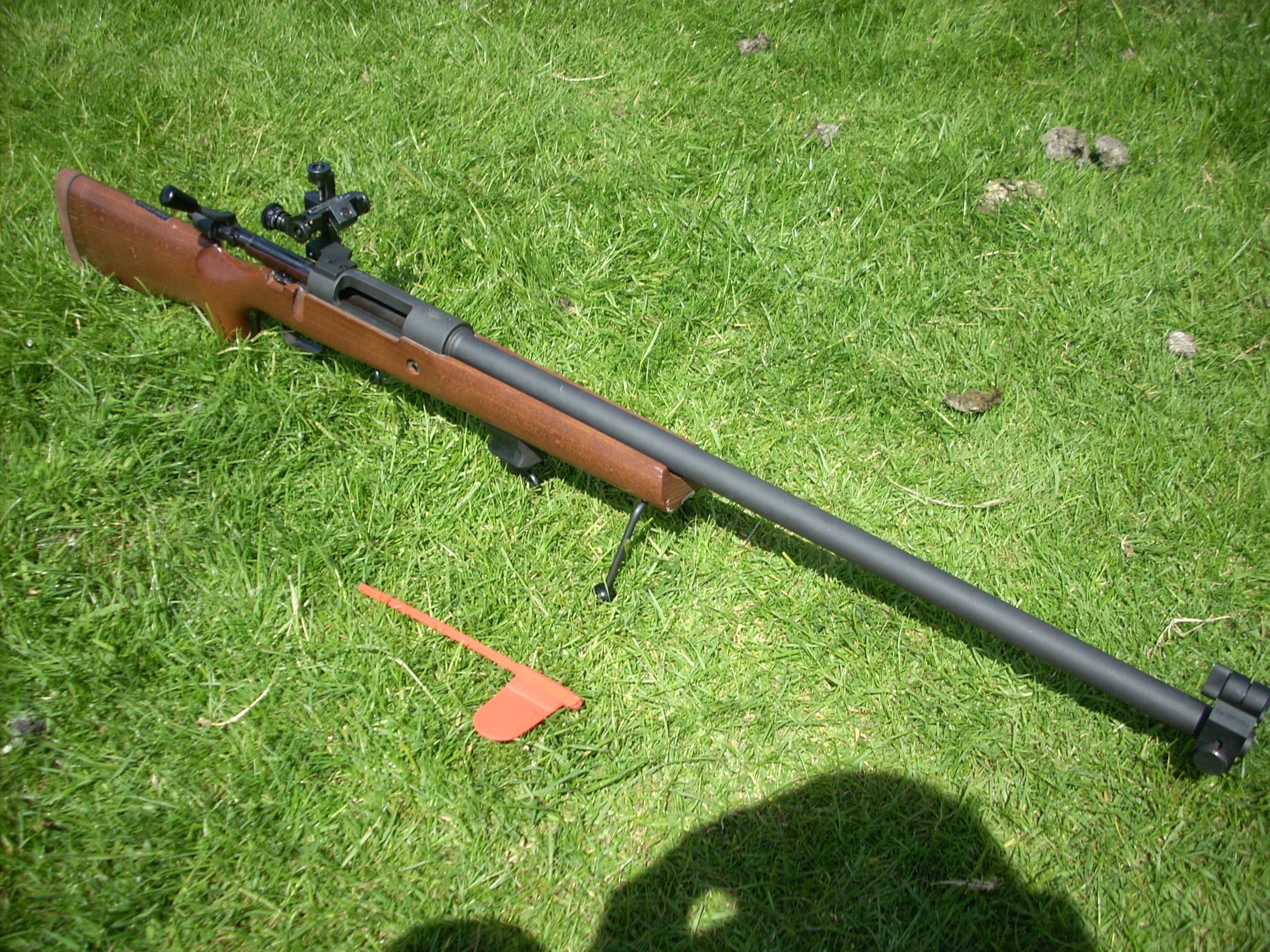
L81 A2 Cadet Target Rifle

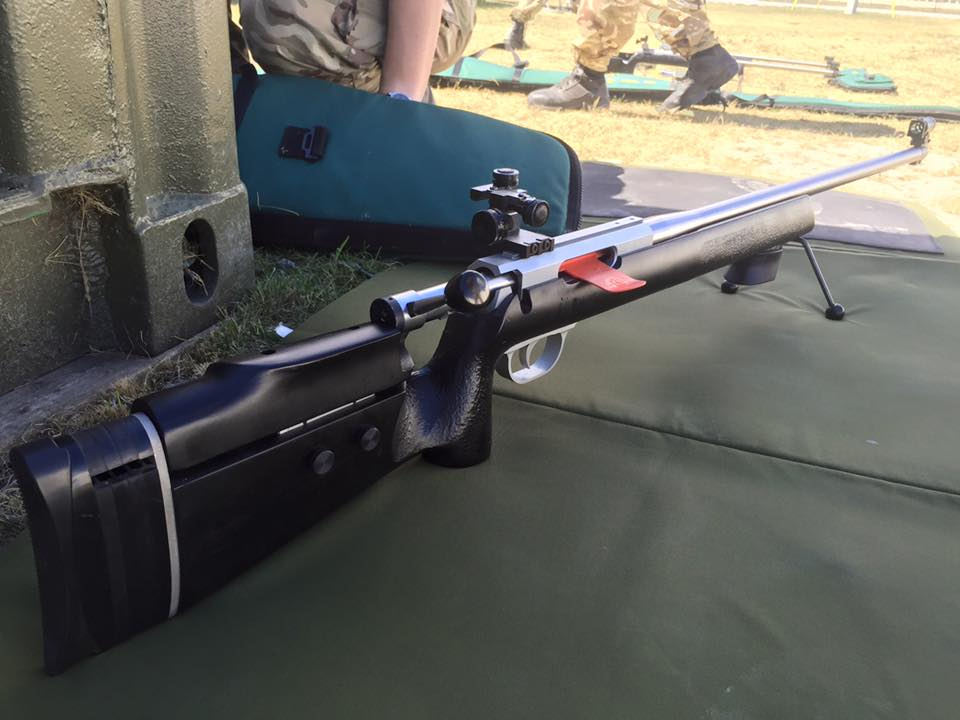
C12A1 Canadian Cadet Target Rifle

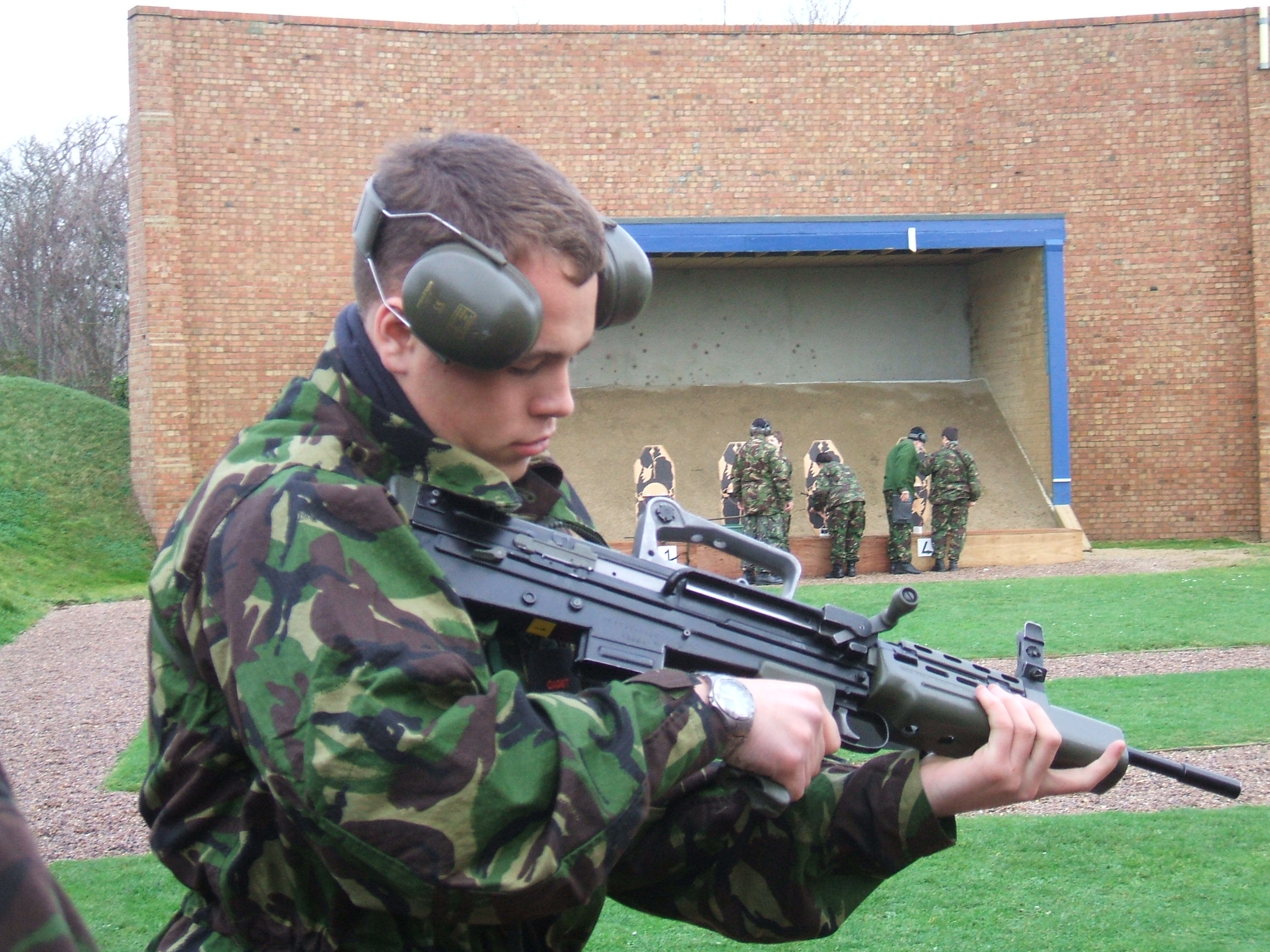
Cadet avec un L98A1 GP

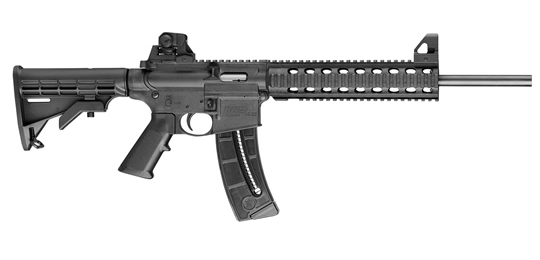
Smith & Wesson M&P15-22

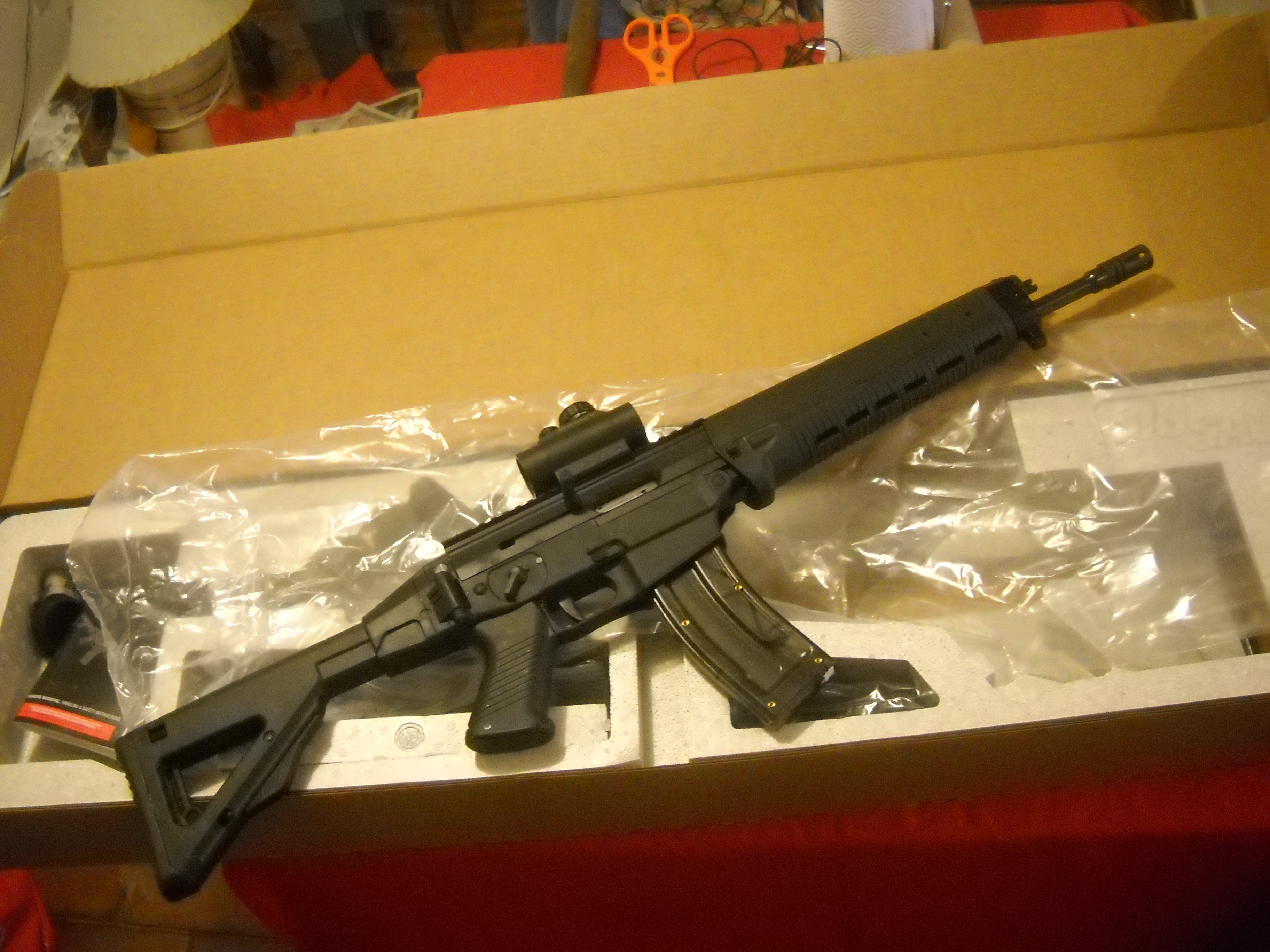
SIG 522LR

Un fusil de cadet est un fusil utilisé par les cadets militaires et d'autres pour l'entraînement de base au maniement des armes à feu et à l'adresse au tir. Généralement de calibre .22 et à verrou, ils existent également en version semi-automatique. Il s'agit souvent de versions miniatures de calibre .22 des fusils de service standard.
Les anciens fusils de cadet du XIXe siècle étaient simplement des versions plus petites et plus légères des fusils de service standard, conçus pour tirer des cartouches de puissance réduite.

## Exemples
- Le Martini Cadet (en) est un fusil à un coup à percussion centrale produit au Royaume-Uni par BSA et W.W. Greener (en) à l'usage des cadets de l'armée australienne[1]. Bien qu'il soit considéré comme une version miniature du Martini-Henry, il présente des divergences. Chambré pour la cartouche .310 Cadet (en) (ou .310 Greener), il a été utilisé de 1891 à 1955.
- Le fusil de cadet Schmidt-Rubin modèle 1897 était destiné à remplacer les anciens fusils Vetterli. Les fusils modèle 97 étaient des fusils à un coup utilisant le mécanisme de la culasse du fusil Schmidt-Rubin modèle 89/96. Il devait utiliser une cartouche de puissance réduite 7,5 × 55 mm GP11 pour les jeunes cadets. Les viseurs des fusils étaient gradués à la fois pour les charges légères et les charges standard. Environ 7 900 fusils de cadets ont été fabriqués.
- Le Springfield modèle 1922 (en) est un fusil à verrou de calibre .22 (en). Il est doté d'un canon de 61 cm et d'un chargeur de 5 balles. Il a été construit comme un fusil de cadet, conçu pour imiter le fusil Springfield M1903 à des fins d'entraînement[2]. Il a été produit dans plusieurs versions différentes jusqu'à la Seconde Guerre mondiale, lorsque les pénuries de matériaux ont rendu la production d'un fusil d'entraînement impossible.
- Le Springfield modèle 1922 (en) est un fusil à verrou de fusil de cadet n° 8 (en) est une version à verrou du Lee-Enfield de calibre .22 (en), conçu pour le tir sur cible de l'armée britannique. Il s'agit de simples fusils de cadet à un coup, alimentés à la main, conçus à l'origine pour être utilisés par les tireurs militaires lors de compétitions civiles, avant d'être confiées aux cadets. Actuellement, le no 8 est utilisé par les services de cadets britanniques comme fusil de tir de base. Certains exemplaires sont détenus par des civils dans le monde entier, notamment depuis que les cadets néo-zélandais se sont débarrassés de leurs fusils no 8 et 9 lors d'une vente aux enchères[3].
- Le TOZ-8 (en) est un fusil de cadet à un coup, de calibre .22, conçu en 1932 par l'armurier D. M. Kochetov et produit en série à l'usine d'armement de Toula. Le TOZ-8 est une arme simple, qui fonctionne sans problème et de manière fiable. Il a été largement utilisé comme premier fusil de cadet par les organisations militaires, paramilitaires et policières de l'URSS pendant des décennies. Il est également utilisé aujourd'hui pour la chasse au petit gibier.
- Le Mauser KKW cadet est un fusil à un coup de calibre .22 introduit en 1938. Il est pratiquement identique au Karabiner 98k. Ces fusils de cadets étaient utilisés par toutes les organisations militaires, paramilitaires et policières allemandes, en particulier les Jeunesses hitlériennes.
- Le CZ 452 est un fusil à verrou de calibre .22, alimenté par un chargeur, équipé d'un canon de 630 mm qui est pourvu d'une mire métallique. Le canon est poli, tandis que la boîte de culasse a une finition mate ; les deux sont bleuies. Le canon est monté sur une crosse en hêtre de style européen avec une poignée à carreaux, un avant-bras en schnabel et un peigne arqué (courbé), parfois appelée crosse bavaroise ou crosse hogback. L'abaissement du talon et le peigne arqué de la crosse sont conçus pour faciliter le tir avec des viseurs métalliques. La mire arrière tangente est graduée par incréments de 25 mètres avec des marques calibrées de 25 à 200 mètres, tandis que la feuille de mire est réglable pour le fardage. La lame de visée avant à capuchon est réglable en hauteur.
- Le TOZ-17 (en) est un fusil de cadet soviétique .22 Long Rifle à verrou, avec un chargeur détachable de 5 balles, fabriqué par la société d'armement TOZ. Son apparence et son fonctionnement sont similaires à ceux du Mosin-Nagant. Son design reflète la tradition soviétique : il est très simple à utiliser, mais solide et fonctionnel. Le fusil est très bien construit, fiable et précis. Il est doté de deux extracteurs sur la culasse, ce qui rend l'éjection des douilles très simple. La culasse est considérée comme large par rapport à la plupart des fusils à percussion annulaire, associée à un percuteur et un ressort de grande taille. Le TOZ-17 a un canon flottant pour une meilleure précision.
- Le Parker Hale L81A2, officiellement connu sous le nom de L81A2 Cadet Target Rifle (CTR), est un fusil à canon lourd de 7,62 × 51 mm, à verrou, à alimentation manuelle et à un coup. Elle a remplacé la L81A1 et est utilisé par l'Air Training Corps (ATC), l'Army Cadet Force (ACF), les Sea Cadets (en) (SCC) et la SCC (CCF) lors de compétitions telles que The Schools Meeting, The Ashburton, organisée chaque année en juillet par le Council for Cadet Rifle Shooting (CCRS), et l'Inter Service Cadet Rifle Meeting (ISCRM) organisée à Bisley[4].
- Le fusil C12A1 (en) est un fusil à canon lourd de 7,62x51 mm, à verrou, à alimentation manuelle, à un coup, avec un canon flottant. Il s'agit d'une arme de compétition utilisée par les membres des Cadets royaux de l'Armée canadienne pour l'entraînement avancé et les compétitions de tir sportif.
- Le WASR-22 (en) ou AK-22 Trainer est un .22 Long Rifle, fusil semi-automatique cadet vaguement basé sur le AK-47, fabriqué en Roumanie par Cugir Arms Factory (en)[5]. Contrairement à l'AK-47, il utilise une méthode de fonctionnement simple blowback (en). Il n'a donc pas de système de gaz et les composants internes ont été modifiés en conséquence. Conçu pour être un fusil de cadet pour l'entraînement de base au maniement des armes à feu et au tir pour l'armée roumaine, il n'a jamais été utilisé en tant que tel. Au lieu de cela, il a été vendu sur le marché civil, principalement aux États-Unis en collaboration avec Century International Arms (en). En raison de ses munitions bon marché et de son faible recul, il est commercialisé en tant qu'« AK d'entraînement »[5]. Il est généralement livré avec deux chargeurs de 10 cartouches et est actuellement vendu à un prix compris entre 200 et 500 dollars.
- Le L98A1 Cadet GP Rifle était un fusil de cadet de 5,56 × 45 mm OTAN utilisé par la Combined Cadet Force et les Sea Cadets (en), la Royal Marine, l'Army Cadet Force et les Royal Air Force Air Cadets au Royaume-Uni. Il a été introduit en 1987 pour remplacer les Lee-Enfield n°4 en .303 British et les .303 Bren guns utilisés pour l'entraînement et le maniement des armes. Le fusil L98A1 a commencé à être progressivement retiré du service au début de l'année 2009 et n'est plus utilisé. Les forces de cadets britanniques ont maintenant reçu les fusils L98A2 mis à jour. Le L98A1 était similaire au L85A1, mais ne possédait pas de composants à gaz. Il s'agissait d'un fusil manuel à un coup, avec une rallonge de poignée d'armement montée sur le côté droit de l'arme, et qui s'armait de la main droite. Il était également équipé d'une lunette de visée réglable. Le L98A2 possède les mêmes pièces de  gaz et la même poignée d'armement que le L85A2, mais il est dépourvu de l'interrupteur de tir sélectif. Cela signifie que le L98A2 ne peut être utilisé qu'en mode semi-automatique, mais qu'il est identique dans tous les autres cas.
- Le Smith & Wesson M&P15-22 (en) est une variante de .22 Long Rifle du Smith & Wesson M&P15 (en). Il fonctionne avec un système de simple blowback (en) plutôt qu'avec un système d'impaction directe (en). Il est fabriqué avec un récepteur (en) supérieur et inférieur en polymère, plutôt qu'en aluminium, qui est normalement utilisé dans les fusils M16 et AR-15. Il utilise également des magasins de 10 et 25 balles en polymère breveté. Il a été conçu pour être une alternative moins coûteuse à l'entraînement avec un AR-15, car le fusil lui-même est beaucoup moins cher que la plupart des AR-15, et les munitions sont également beaucoup moins chères que le .223 Remington/5,56 × 45 mm OTAN. Le fusil est équipé d'une sécurité, d'un déverrouillage du chargeur, d'une poignée de manœuvre et d'un verrouillage de la culasse qui fonctionnent de la même manière que ceux d'un AR-15.
- La SIG 522LR (en) est fusil .22 LR semi-automatique. Il est conçu d'après les fusils SIG de série 55x qui tirent des munitions 5,56 x 45 mm à percussion centrale[6]. Le 522 tire des munitions de .22 LR et sert de fusil d'entraînement pour ses homologues plus grands grâce à des commandes et des caractéristiques pratiquement identiques. Il diffère de son homologue à percussion centrale sur un certain nombre de points. La série 522 n'a pas de bloc de gaz réglable comme la série 55x. À la place, un faux bloc de gaz est installé[7]. SIG parle d'un conteneur de stockage. Au lieu de chargeurs de 30 balles, la série 522 accepte des chargeurs de 10 ou 25 balles, fabriqués par Black Dog Machine et rebaptisés pour être distribués avec le SIG 522.

## Kits de conversion
Les kits de conversion en calibre .22 sont couramment utilisés sur les fusils M16 et les carabines M4. Les munitions .22LR étant moins chères et moins puissantes que les munitions standard 5,56 × 45 mm, elles permettent de s'entraîner au tir à moindre coût sur les champs de tir en salle.